# Saison 2011 de l'équipe cycliste Garmin-Cervélo
La saison 2011 de l'équipe cycliste Garmin-Cervélo est la septième depuis le lancement de l'équipe TIAA-CREF en 2005, et la quatrième de cette équipe avec Garmin pour principal sponsor.

## Préparation de la saison 2011

### Arrivées et départs
| Arrivées             | Équipe 2010                  |
| -------------------- | ---------------------------- |
| Roger Hammond        | Cervélo Test                 |
| Heinrich Haussler    | Cervélo Test                 |
| Thor Hushovd         | Cervélo Test                 |
| Andreas Klier        | Cervélo Test                 |
| Brett Lancaster      | Cervélo Test                 |
| Christophe Le Mével  | FDJ                          |
| Daniel Lloyd         | Cervélo Test                 |
| Ramūnas Navardauskas | Vélo-Club La Pomme Marseille |
| Gabriel Rasch        | Cervélo Test                 |
| Andrew Talansky      | California Giant Berry Farms |
| Sep Vanmarcke        | Topsport Vlaanderen-Mercator |

| Départs               | Équipe 2011                 |
| --------------------- | --------------------------- |
| Kirk Carlsen          | Chipotle Development        |
| Steven Cozza          | NetApp                      |
| Timothy Duggan        | Liquigas-Cannondale         |
| Robert Hunter         | RadioShack                  |
| Fredrik Kessiakoff    | Astana                      |
| Trent Lowe            |                             |
| Christian Meier       | UnitedHealthcare            |
| Danny Pate            | HTC-Highroad                |
| Svein Tuft            | SpiderTech-C10              |
| Ricardo van der Velde | Donckers Koffie-Jelly Belly |

## Coureurs et encadrement technique

### Effectif
| Cycliste              | Date de naissance | Nationalité      | Équipe 2010                  |
| --------------------- | ----------------- | ---------------- | ---------------------------- |
| Jack Bobridge         | 13 juillet 1989   | Australie        | Garmin-Transitions           |
| Thomas Danielson      | 13 mars 1978      | États-Unis       | Garmin-Transitions           |
| Julian Dean           | 28 janvier 1975   | Nouvelle-Zélande | Garmin-Transitions           |
| Tyler Farrar          | 2 juin 1984       | États-Unis       | Garmin-Transitions           |
| Murilo Fischer        | 16 juin 1979      | Brésil           | Garmin-Transitions           |
| Roger Hammond         | 30 janvier 1974   | Royaume-Uni      | Cervélo Test                 |
| Heinrich Haussler     | 25 février 1984   | Australie        | Cervélo Test                 |
| Ryder Hesjedal        | 9 décembre 1980   | Canada           | Garmin-Transitions           |
| Thor Hushovd          | 18 janvier 1978   | Norvège          | Cervélo Test                 |
| Andreas Klier         | 15 janvier 1976   | Allemagne        | Cervélo Test                 |
| Michel Kreder         | 15 août 1987      | Pays-Bas         | Garmin-Transitions           |
| Brett Lancaster       | 15 novembre 1979  | Australie        | Cervélo Test                 |
| Christophe Le Mével   | 11 septembre 1980 | France           | FDJ                          |
| Daniel Lloyd          | 11 août 1980      | Royaume-Uni      | Cervélo Test                 |
| Martijn Maaskant      | 27 juillet 1983   | Pays-Bas         | Garmin-Transitions           |
| Daniel Martin         | 20 août 1986      | Irlande          | Garmin-Transitions           |
| Cameron Meyer         | 11 janvier 1988   | Australie        | Garmin-Transitions           |
| Travis Meyer          | 8 juin 1989       | Australie        | Garmin-Transitions           |
| David Millar          | 4 janvier 1977    | Royaume-Uni      | Garmin-Transitions           |
| Ramūnas Navardauskas  | 30 janvier 1988   | Lituanie         | Vélo-Club La Pomme Marseille |
| Thomas Peterson       | 24 décembre 1986  | États-Unis       | Garmin-Transitions           |
| Gabriel Rasch         | 8 avril 1976      | Norvège          | Cervélo Test                 |
| Peter Stetina         | 8 août 1987       | États-Unis       | Garmin-Transitions           |
| Andrew Talansky       | 23 novembre 1988  | États-Unis       | California Giant Berry Farms |
| Sep Vanmarcke         | 28 juillet 1988   | Belgique         | Topsport Vlaanderen-Mercator |
| Johan Vansummeren     | 4 février 1981    | Belgique         | Garmin-Transitions           |
| Christian Vande Velde | 22 mai 1976       | États-Unis       | Garmin-Transitions           |
| Matthew Wilson        | 1er octobre 1977  | Australie        | Garmin-Transitions           |
| David Zabriskie       | 12 janvier 1979   | États-Unis       | Garmin-Transitions           |
| Stagiaire             | Date de naissance | Nationalité      | Équipe 2011                  |
| Daniel Summerhill     | 28 janvier 1989   | États-Unis       | Chipotle Development         |

## Bilan de la saison

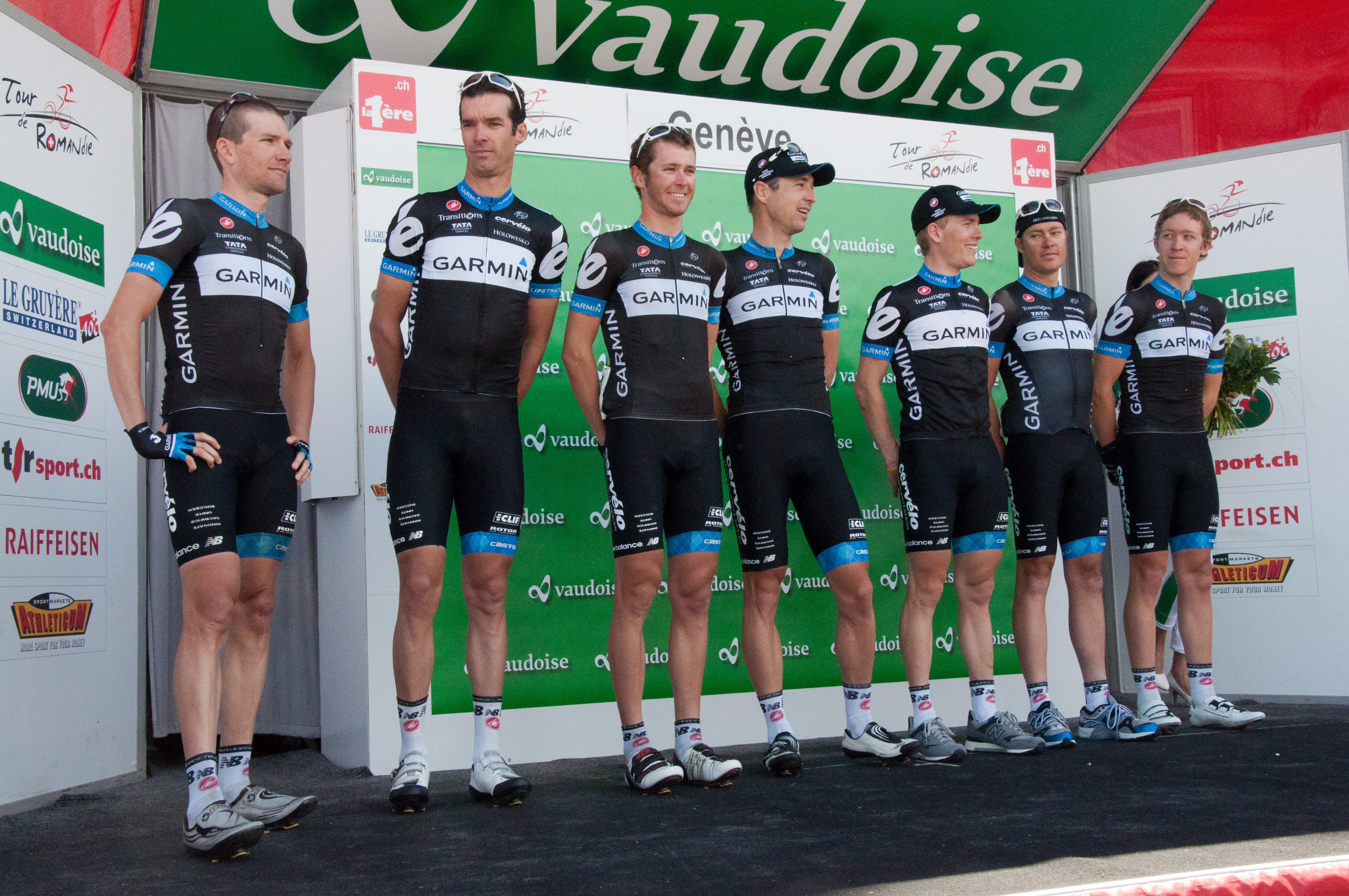
Garmin-Cervélo vainqueur du classement par équipes au Tour de Romandie 2011.

### Victoires
| Date       | Course                                         | Pays        | Classe | Vainqueur            |
| ---------- | ---------------------------------------------- | ----------- | ------ | -------------------- |
| 09/01/2011 | Championnat d'Australie sur route              | Australie   | CN     | Jack Bobridge        |
| 11/01/2011 | Championnat d'Australie du contre-la-montre    | Australie   | CN     | Cameron Meyer        |
| 21/01/2011 | 4e étape du Tour Down Under                    | Australie   | WT     | Cameron Meyer        |
| 23/01/2011 | Classement général du Tour Down Under          | Australie   | WT     | Cameron Meyer        |
| 06/02/2011 | Trofeo Palma de Mallorca                       | Espagne     | 1.1    | Tyler Farrar         |
| 06/02/2011 | Trofeo Cala Millor                             | Espagne     | 1.1    | Tyler Farrar         |
| 08/02/2011 | 2e étape du Tour du Qatar                      | Qatar       | 2.1    | Heinrich Haussler    |
| 09/02/2011 | 3e étape du Tour du Qatar                      | Qatar       | 2.1    | Heinrich Haussler    |
| 10/02/2011 | Trofeo Magaluf-Palmanova                       | Espagne     | 1.1    | Murilo Fischer       |
| 09/03/2011 | 2e étape de Tirreno-Adriatico                  | Italie      | WT     | Tyler Farrar         |
| 06/04/2011 | 2e étape du Circuit de la Sarthe               | France      | 2.1    | Michel Kreder        |
| 10/04/2011 | Paris-Roubaix                                  | France      | WT     | Johan Vansummeren    |
| 30/04/2011 | 4e étape du Tour de Romandie                   | Suisse      | WT     | David Zabriskie      |
| 21/05/2011 | 6e étape du Tour de Californie                 | États-Unis  | 2.HC   | David Zabriskie      |
| 28/05/2011 | Championnat des États-Unis du contre-la-montre | États-Unis  | CN     | David Zabriskie      |
| 29/05/2011 | 21e étape du Tour d'Italie                     | Italie      | WT     | David Millar         |
| 14/06/2011 | 4e étape du Tour de Suisse                     | Suisse      | WT     | Thor Hushovd         |
| 16/06/2011 | 1re étape du Ster ZLM Toer                     | Pays-Bas    | 2.1    | Tyler Farrar         |
| 19/06/2011 | Tour de Toscane                                | Italie      | 1.1    | Daniel Martin        |
| 26/06/2011 | Championnat du Brésil sur route                | Brésil      | CN     | Murilo Fischer       |
| 26/06/2011 | Championnat de Lituanie sur route              | Lituanie    | CN     | Ramūnas Navardauskas |
| 03/07/2011 | 2e étape du Tour de France                     | France      | WT     | Garmin-Cervélo       |
| 04/07/2011 | 3e étape du Tour de France                     | France      | WT     | Tyler Farrar         |
| 15/07/2011 | 13e étape du Tour de France                    | France      | WT     | Thor Hushovd         |
| 19/07/2011 | 16e étape du Tour de France                    | France      | WT     | Thor Hushovd         |
| 05/08/2011 | 6e étape du Tour de Pologne                    | Pologne     | WT     | Daniel Martin        |
| 28/08/2011 | 9e étape du Tour d'Espagne                     | Espagne     | WT     | Daniel Martin        |
| 14/09/2011 | 4e étape du Tour de Grande-Bretagne            | Royaume-Uni | 2.1    | Thor Hushovd         |
| 18/09/2011 | Duo normand                                    | France      | 1.2    | Johan Vansummeren    |
| 06/10/2011 | 2e étape du Tour de Pékin                      | Chine       | WT     | Heinrich Haussler    |

### Résultats sur les courses majeures
Les tableaux suivants représentent les résultats de l'équipe dans les principales courses du calendrier international (les cinq classiques majeures et les trois grands tours). Pour chaque épreuve est indiqué le meilleur coureur de l'équipe, son classement ainsi que les accessits glanés par Garmin-Cervélo sur les courses de trois semaines.

#### Classiques
| Classique            | Milan-San Remo          | Tour des Flandres  | Paris-Roubaix           | Liège-Bastogne-Liège | Tour de Lombardie  |
| -------------------- | ----------------------- | ------------------ | ----------------------- | -------------------- | ------------------ |
| Coureur (classement) | Heinrich Haussler (18e) | Tyler Farrar (13e) | Johan Vansummeren (1er) | Ryder Hesjedal (29e) | Daniel Martin (2e) |

#### Grands tours
| Grand tour           | Tour d'Italie                     | Tour de France                                                                                                  | Tour d'Espagne                     |
| -------------------- | --------------------------------- | --- | ---------------------------------- |
| Coureur (classement) | Christophe Le Mével (14e)         | Thomas Danielson (8e)                                                                                           | Daniel Martin (13e)                |
| Accessits            | 1 victoire d'étape (David Millar) | 4 victoires d'étapes (contre-la-montre par équipes, Thor Hushovd (2) et Tyler Farrar) et classement par équipes | 1 victoire d'étape (Daniel Martin) |

### Classement UCI
L'équipe Garmin-Cervélo termine à la huitième place du World Tour avec 818 points. Ce total est obtenu par l'addition des points des cinq meilleurs coureurs de l'équipe au classement individuel que sont Daniel Martin, 8e avec 296 points, David Millar, 23e avec 185 points, Thor Hushovd, 36e avec 123 points, Tyler Farrar, 40e avec 108 points, et Cameron Meyer, 41e avec 106 points,.
| Rang | Coureur               | Points |
| ---- | --------------------- | ------ |
| 8    | Daniel Martin         | 296    |
| 23   | David Millar          | 185    |
| 36   | Thor Hushovd          | 123    |
| 40   | Tyler Farrar          | 108    |
| 41   | Cameron Meyer         | 106    |
| 46   | Johan Vansummeren     | 100    |
| 57   | Thomas Danielson      | 81     |
| 108  | Ryder Hesjedal        | 28     |
| 110  | Christophe Le Mével   | 27     |
| 125  | Heinrich Haussler     | 22     |
| 139  | Christian Vande Velde | 13     |
| 143  | Andrew Talansky       | 11     |
| 159  | David Zabriskie       | 7      |
| 191  | Michel Kreder         | 2      |
| 196  | Sep Vanmarcke         | 2      |
| 218  | Jack Bobridge         | 1      |
| 223  | Matthew Wilson        | 1      |